# Villar-Basse
Pour les articles homonymes, voir Villar.
Villar-Basse (en italien, Villarbasse) est une commune italienne de la ville métropolitaine de Turin, dans la région Piémont.

## Toponymie
Le nom de Villar-Basse s'est construit en opposition avec Butière-Haute.

## Histoire
Le nom de Villarbasse dérive de deux mots différents : Villar, du latin villarium,  et  basse qui indique une petite vallée dans les environs. Il y a des documents du XIXe siècle qui citent le nom de Villar di Basse.

## Culture
- Chiesetta di San Martino (XIe siècle) ;
- Il Torrazzo (XIIIe siècle).

## Administration
| Période                                  | Période  | Identité                     | Étiquette | Qualité |
| ---------------------------------------- | -------- | ---------------------------- | --------- | ------- |
| 14 juin 2004                             | En cours | Maria Giuseppina Cavigliasso |           |         |
| Les données manquantes sont à compléter. |          |                              |           |         |

### Communes limitrophes
Rivoli, Rosta, Reano, Rivalta di Torino, Sangano.

### Jumelages
- Chignin (France).